# Chilatherina axelrodi
Chilatherina axelrodi é uma espécie de peixe da família Melanotaeniidae.
Pode ser encontrada na Indonésia e Papua-Nova Guiné.